# Cypr na Zimowych Igrzyskach Olimpijskich 1980
Cypr na Zimowych Igrzyskach Olimpijskich 1980 w Lake Placid reprezentowało troje zawodników.

## Narciarstwo alpejskie
Mężczyźni
| Zawodnik            | Konkurencja | Konkurencja | Konkurencja       | Konkurencja       | Konkurencja              | Konkurencja              | Konkurencja       | Konkurencja       | Konkurencja      | Konkurencja      |
| Zawodnik            | Zjazd       | Zjazd       | Slalom gigant     | Slalom gigant     | Slalom gigant            | Slalom gigant            | Slalom specjalny  | Slalom specjalny  | Slalom specjalny | Slalom specjalny |
| Zawodnik            | Czas        | Pozycja     | Czas 1. przejazdu | Czas 2. przejazdu | Czas łączny              | Pozycje                  | Czas 1. przejazdu | Czas 2. przejazdu | Czas łączny      | Pozycja          |
| ------------------- | ----------- | ----------- | ----------------- | ----------------- | ------------------------ | ------------------------ | ----------------- | ----------------- | ---------------- | ---------------- |
| Andreas Pilawakis   |             |             | 1:44,92           | Dyskwalifikacja   | Nie ukończył konkurencji | Nie ukończył konkurencji | 1:30,64           | 1:23,78           | 2:54,42          |                  |
| Filipos Ksenofondos |             |             | 1:49,52           | 1:48,57           | 3:38,09                  | 54.                      | 1:25,19           | 1:18,97           | 2:44,16          | 36.              |

Kobiety
| Zawodniczka     | Konkurencja | Konkurencja | Konkurencja       | Konkurencja       | Konkurencja   | Konkurencja   | Konkurencja                  | Konkurencja                  | Konkurencja                  | Konkurencja                  |
| Zawodniczka     | Zjazd       | Zjazd       | Slalom gigant     | Slalom gigant     | Slalom gigant | Slalom gigant | Slalom specjalny             | Slalom specjalny             | Slalom specjalny             | Slalom specjalny             |
| Zawodniczka     | Czas        | Pozycja     | Czas 1. przejazdu | Czas 2. przejazdu | Czas łączny   | Pozycja       | Czas 1. przejazdu            | Czas 2. przejazdu            | Czas łączny                  | Pozycja                      |
| --------------- | ----------- | ----------- | ----------------- | ----------------- | ------------- | ------------- | ---------------------------- | ---------------------------- | ---------------------------- | ---------------------------- |
| Lina Aristodimu |             |             | 1:39,78           | 1:57,07           | 3:36,85       | 33.           | Nie ukończyła 1-go przejazdu | Nie ukończyła 1-go przejazdu | Nie ukończyła 1-go przejazdu | Nie ukończyła 1-go przejazdu |